# Rigas slott

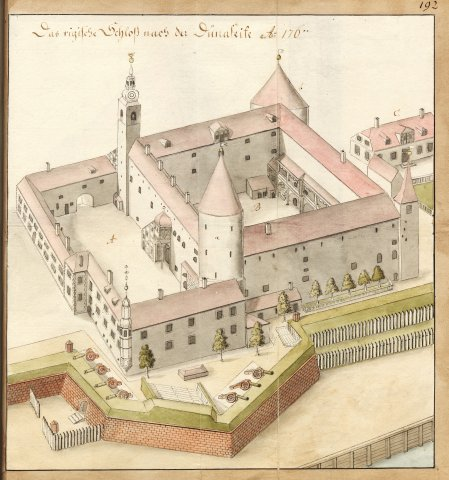
Rigas slott, 1700-talet. Teckning av Johan Christoph Broce

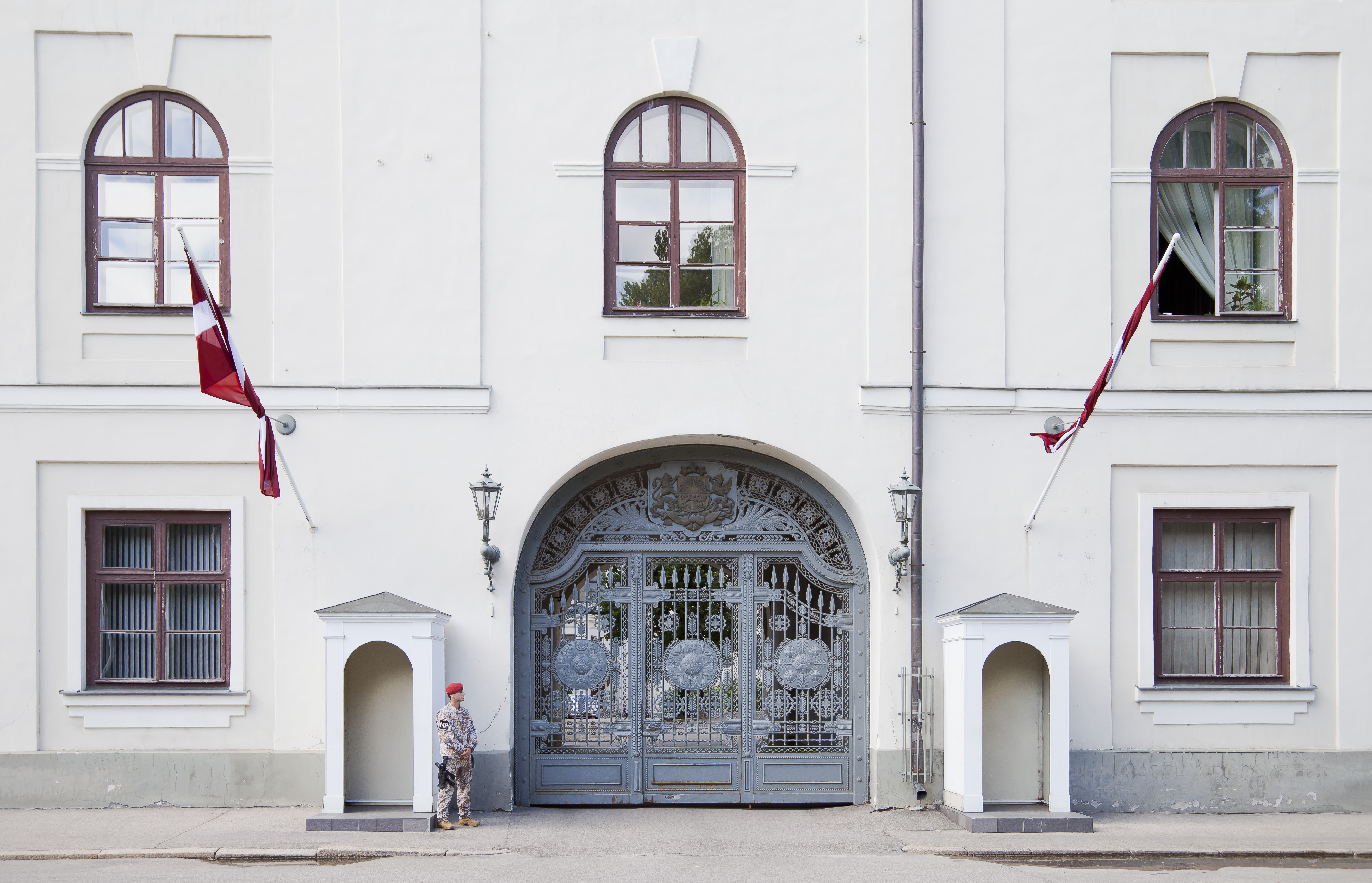
Entré

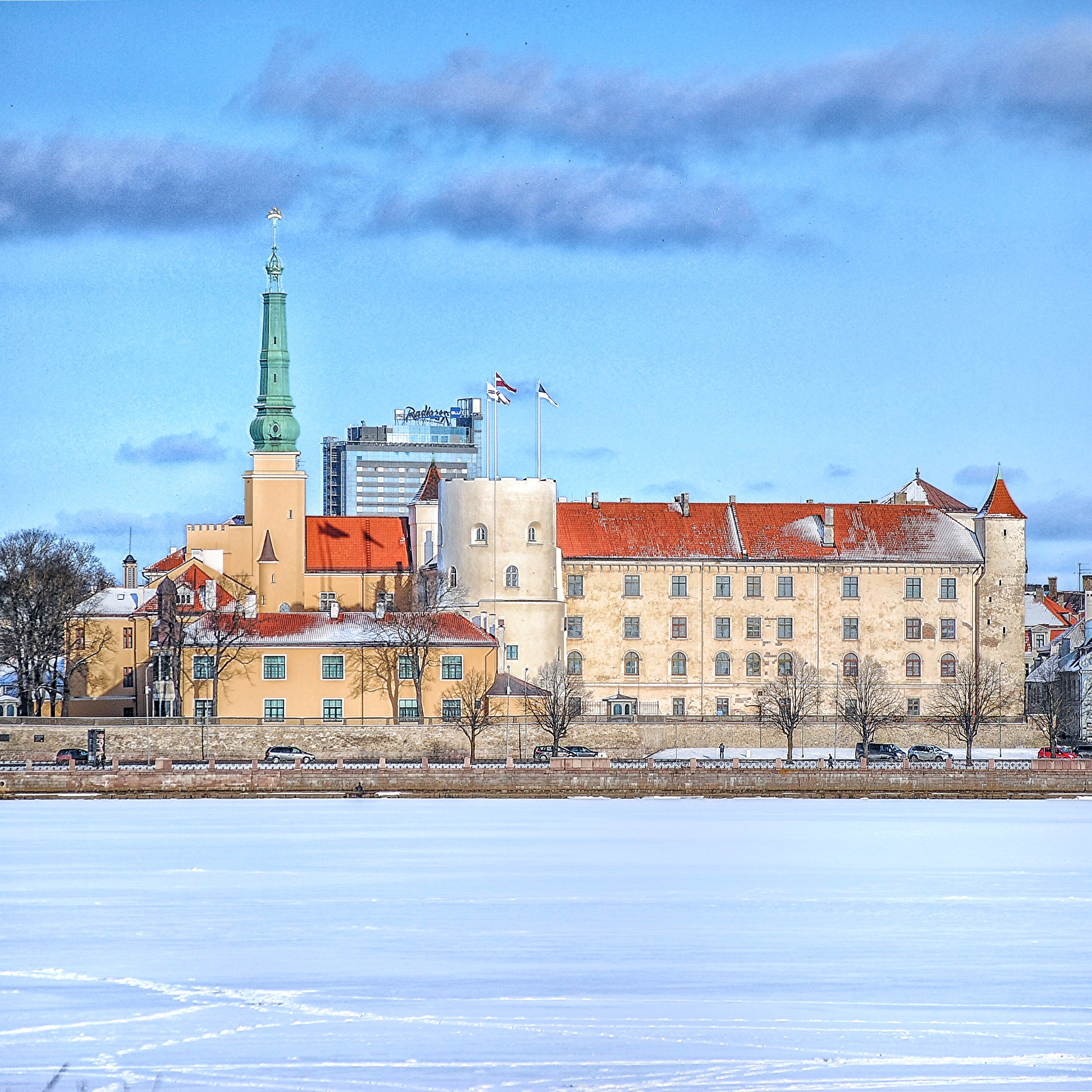
Rigas slott vintern 2018

Rigas slott (lettiska: Rīgas pils) är ett slott vid floden Daugava i Riga i Lettland. Slottet började byggas 1330, men byggdes om i grunden mellan 1497 och 1515. Svenskarna byggde efter sin erövring av Riga 1621 vidare med olika annex. Fästningen förbättrades kontinuerligt och byggdes om under 1600-, 1700- och 1800-talen. Under 1930 gjordes renoveringar under ledning av Eižens Laube. Slottet är idag residens för Lettlands president och inrymmer också flera museer.

## Historik
Slottet byggdes efter en överenskommelse mellan staden Rigas borgare och Livländska orden. På 1200-talet hade rigaborna gjort uppror mot orden och förstört det tidigaste slottet i stadens centrum. Livländska orden beslöt uppföra det nya slottet på en ny plats utanför stadens gränser och ockuperade Den Helige Andens konvent, som fungerade som sjukhus och fattighus. Konventet flyttade då i stället till platsen för det ursprungliga slottet. Slottet tjänade som residens för Stormästaren av Livländska orden, men på grund av ihållande konflikter med Rigas borgare flyttade han sitt residens till Cēsis slott någon tid innan slottet återigen förstördes av rigaborna 1484. Till slut förlorade rigaborna striden och tvingades att återuppbygga slottet, vilket gjordes fram till 1515. Efter fredsfördraget i Vilnius 1561 blev slottet ett litauiskt fäste och 1569 ett polsk-litauiskt. År 1621 kom Riga under svenskt styre, varefter slottet användes för den svenska administrationen. 
Efter det att staden kommit under det ryska kejsardömet i början av 1700-talet, användes slottet för Guvernementet Livlands administration och hov samt som residens för generalguvernören.
Sedan 1922 har slottet varit residens för Lettlands president. Efter Sovjetunionens ockupation inhyste slottet Lettiska SSR:s folkkommissariers råd 1940–1941. År 1941 flyttade Sovjetunionens unga pionjärer in i norra delen av slottet, vilket då kallades Pionjärernas slott. 
I södra delen av slottet finns flera museer. Efter självständigheten och en restaurering blev den norra delen återigen presidentpalats.

## Arkitektur
Det ursprungliga slottet var en trevåningsbyggnad som omslöt en rektangulär borggård och hade fyra rektangulära torn i hörnen. Efter demoleringen 1484 återuppbyggdes det med två av tornen utbytta mot runda torn med hänsyn till samtida militärtekniska utveckling. Ombyggnader skedde under hela 1600-talet. År 1682 lades ett vapenförråd till slottet, vilket revs hundra år senare 1783 för att ersättas av en gård och en annan byggnad.